# Qualificazioni al campionato mondiale di calcio 2022 - CAF - seconda fase - girone F
Questa voce raccoglie i risultati delle partite del girone F valido come secondo turno di qualificazione al Campionato mondiale di calcio 2022 per la zona africana.

## Classifica
| Squadra | P.ti | G | V | P | S | RF | RS | DR |
| ------- | ---- | - | - | - | - | -- | -- | -- |
| Egitto  | 14   | 6 | 4 | 2 | 0 | 10 | 4  | +6 |
| Gabon   | 7    | 6 | 2 | 1 | 3 | 7  | 8  | -1 |
| Libia   | 7    | 6 | 2 | 1 | 3 | 4  | 7  | -3 |
| Angola  | 5    | 6 | 1 | 2 | 3 | 6  | 8  | -2 |

## Risultati

### 1ª giornata
| Arbitro: | Bamlak Tessema Weyesa |

|                       |           |          |
| Salama 28’ Masaud 89’ | Marcatori | 11’ Poko |

| Arbitro: | Boubou Traore |

|                 |           |  |
| Magdy 5’ (rig.) | Marcatori |  |

### 2ª giornata
| Arbitro: | Bakary Gassama |

|               |           |             |
| Allevinah 73’ | Marcatori | 90’ Mohamed |

| Arbitro: | Messie Nkounkou |

|  |           |               |
|  | Marcatori | 43’ Al Khouja |

### 3ª giornata
| Arbitro: | Souleiman Ahmed Djama |

|                                        |           |          |
| Zini 25’ Papel 56’ Buatu Mananga 90+2’ | Marcatori | 83’ Meye |

| Arbitro: | Pacifique Ndabihawenimana |

|              |           |  |
| Marmoush 49’ | Marcatori |  |

### 4ª giornata
| Arbitro: | Maguette Ndiaye |

|                               |           |  |
| Aubameyang 74’ Moussounda 84’ | Marcatori |  |

| Arbitro: | Victor Gomes |

|  |           |                                       |
|  | Marcatori | 40’ El Fotouh 45+5’ Mohamed 72’ Sobhi |

### 5ª giornata
| Arbitro: | Mashood Ssali |

|                       |           |  |
| Aubameyang 54’ (rig.) | Marcatori |  |

| Arbitro: | Jean Ndala |

|                                   |           |                         |
| Hélder Costa 26’ Nzola 36’ (rig.) | Marcatori | 45+1’ Elneny 59’ Tawfik |

### 6ª giornata
| Arbitro: | Georges Gatogato |

|                                   |           |               |
| Magdy 4’ (rig.) Obiang 75’ (aut.) | Marcatori | 54’ Allevinah |

| Arbitro: | Dahane Beida |

|                       |           |          |
| Al Warfali 49’ (rig.) | Marcatori | 81’ Zini |